# دي. جيه. وليامز
دي. جيه. وليامز (بالإنجليزية: D. J. Williams)‏ هو مخرج وممثل بريطاني (وحمل سابقاً جنسية المملكة المتحدة لبريطانيا العظمى وأيرلندا)، ولد في 1868، وتوفي في 1949.

## وصلات خارجية
- دي. جيه. وليامز على موقع IMDb (الإنجليزية)
- دي. جيه. وليامز على موقع أول موفي (الإنجليزية)
- دي. جيه. وليامز على موقع قاعدة بيانات الأفلام السويدية (السويدية)
- دي. جيه. وليامز على موقع قاعدة بيانات الفيلم (الإنجليزية)
- دي. جيه. وليامز على موقع كينوبويسك (الروسية)